# Гайот

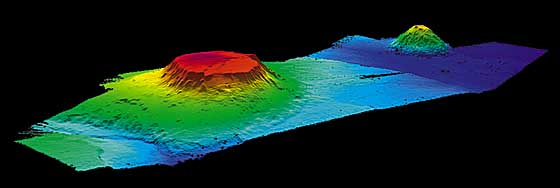
Гайот

Гайо́ти, гійоти  — ізольовані плосковершинні підводні гори, зазвичай вулканічного походження.

## Етимологія та історія
Гайоти були вперше розпізнані в 1945 році Гаррі Хаммондом Гессом (1906 — 1969), який збирав дані за допомогою ехолотного обладнання на кораблі, яким він командував під час Другої світової війни. Його дані показали, що деякі підводні гори мали плоскі вершини. Гесс назвав ці підводні гори «гайотами» на честь американського географа і геолога 19-го століття Арнольда Гайо (1807-1884). Гесс припустив, що колись вони були вулканічними островами, які були обезголовлені хвилями, але зараз вони глибоко під рівнем моря. Ця ідея була використана для підтримки теорії тектоніки плит.

## Загальна характеристика
У морській геології гайот (/ˈɡiː.oʊ, ɡiːˈoʊ/), також званий столовою горою, — це ізольована підводна вулканічна гора (підводна гора) з плоскою вершиною більш ніж на 200 м нижче рівня поверхня моря. Діаметри цих плоских вершин можуть перевищувати 10 км.
Вершини гайотів на глибині від 200 до 2 500 метрів (при глибині менше 200 м вживають термін банка).
Градієнт крутизни більшості гайотів становить близько 20 градусів. Щоб технічно вважатися гайотом столові гори повинні мати висоту не менше 900 м. Один гайот, зокрема, Великий метеорний стіл у північно-східній частині Атлантичного океану, має висоту понад 4000 м і діаметр 110 км.. Однак існує багато підводних столових гір, які можуть мати діаметр від менше ніж 90 м до приблизно 900 м. Дуже великі океанічні вулканічні споруди, сотні кілометрів у поперечнику, називаються океанічними плато. Гайоти набагато більші за площею (в середньому 3313 км2 (1279 кв. миль)), ніж типові підводні гори (середня площа 790 км2.

## Утворення
Припускають, що вирівнювання вершин обумовлено абразією або субаеральною денудацією з наступним зануренням стародавніх вулканічних островів у води океану.
Дослідження гайотів показує, що вони колись були над поверхнею, з поступовим опусканням через етапи від облямованої рифової гори, коралового атолу та, нарешті, до зануреної гори з плоскою вершиною. Підводні гори утворюються екструзією лави, яка поступово піднімається вгору від джерел у мантії Землі, зазвичай гарячих точок, до жерл на морському дні. Через деякий час вулканізм незмінно припиняється, і домінують інші процеси. Коли підводний вулкан стає достатньо високим, щоб опинитися поблизу поверхні океану або навіть вийти на повехню, дія хвиль і/або ріст коралового рифу, як правило, створює споруду з плоскою вершиною. Однак уся океанська кора та гайоти утворюються з гарячої магми та/або гірських порід, які з часом охолоджуються. Оскільки літосфера, на якій перебуває майбутній гайот, повільно охолоджується, вона стає щільнішою і занурюється в мантію Землі через процес ізостазії. Крім того, ерозійний вплив хвиль і течій спостерігається переважно біля поверхні: вершини гайотів зазвичай лежать під цією зоною більш високої ерозії.
Гайоти  та інші підводні гори вулканічного походження найчастіше утворюються на межах плит серединно-океанічних хребтів або всередині океанічної плити в гарячих точках вулканізму. Коли вулкан віддаляється від серединно-океанічного хребта, охолоджене морське дно стискається; вулкан опускається, в той же час ерозія прибоєм згладжує крихку вершину гори, яка складається з пухкого вулканічного матеріалу базальтового складу. Ширина цієї ерозійної платформи може досягати кількох десятків кілометрів.
Острів або мілина, яка згодом стане гайотом, повільно опускається протягом мільйонів років. У відповідних кліматичних регіонах ріст коралів іноді може встигати за опусканням, що призводить до утворення коралових атолів, але зрештою корали занурюються занадто глибоко, щоб рости, і острів перетворюється на гайот. Чим більше часу проходить, тим глибшими стають гайоти.

## Розташування
Гайоти найчастіше зустрічаються в Тихому океані, але їх виявлено в усіх океанах, крім Північного Льодовитого. У світовому океані відомо 283 гайоти, з них у північній частині Тихого океану — 119, у південній частині Тихого — 77, у південній Атлантиці — 43, в Індійському океані — 28, у північній Атлантиці — вісім, у Південному океані — шість, а в Середземному морі — два; в Північному Льодовитому океані невідомо жодного, хоча один знайдений вздовж протоки Фрам біля північно-східної Гренландії. 

## Фауна і флора
Гайоти також пов'язані з певними формами життя та різною кількістю органічної речовини. Місцеве збільшення хлорофілу, збільшення швидкості включення вуглецю та зміни видового складу фітопланктону пов'язані з гайотами та іншими підводними горами.